# Suhlamu
Suhlamu (accadi: 𒆤𒆷𒀀𒈬, Suḫ4-la-a-mu) va ser un sobirà assiri del Primer període, segons la Llista dels reis d'Assíria. Ocupa el quart lloc a la llista i va ser un dels «disset reis que vivien en tendes» esmentats a les cròniques mesopotàmiques.
Va succeir a Yangi i el va succeir Harharu. Del seu regnat no se'n sap res.